# Szent Chrodegang
Saint Chrodegang (latinul: Chrodegangus), (?, 715 körül – Metz, 766. március 6.) 742/748-tól haláláig a Metzi egyházmegye püspöke és a kanonoki életforma, illetve regula megalkotója volt. 

## Neve
Neve rendkívül sok változatban maradt fönn: Chrodegangus, Grodegandus, Grodegangus, Grodogangus, Chrodogandus, Krodegandus, Chrodegrangus, Chrotgangus, Ruotgangus, Droctegangus, Chrodegand, és Sirigangus.

## Élete
Tongeren mellett, Hesbaye-ban született, a mai Belgium területén, frank nemesi családban. Anyja, Landrada révén rokonságban volt a Robertida előkelő frank nemzetséggel.
Martell Károly udvarában nevelkedett, Károly titkára lett, majd kancellári rangot kapott, végül 742. március 1-jén Metz püspöke lett, megtartva világi tisztségeit is.

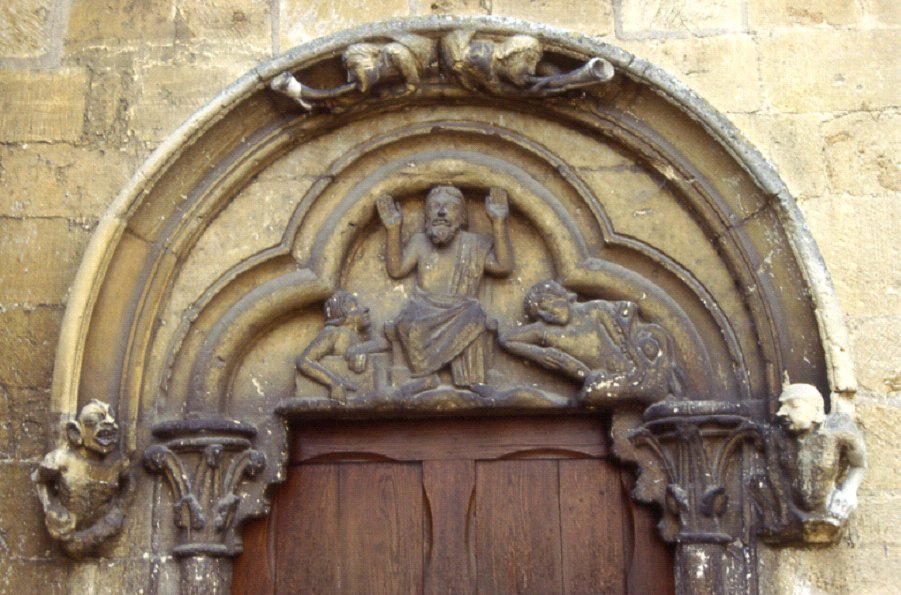
Az utolsó ítélet a gorzei Szent István-kápolnáról

748-ban Metz mellett megalapította Gorze kolostorát, majd Szent Péter tiszteletére alapított kolostort a kelet-galliai Moselle tartományban. Sokat tett Lorsch és Gengebach közösségeiért is. Gorze számára megszerezte a névadó Szent Gorgonius, míg Lorsch számára Szent Nazarius ereklyéit. 753-ban Kis Pipin II. István pápához küldte, hogy biztosítsa a Szentszéket a frank uralkodók támogatásáról Aistulf longobard király támadásával szemben. Ennek során ő kísérte a pápát Ponthieube, a frank királlyal való találkozóra.
Szent Bonifác halála után István pápa neki juttatta annak palliumát, azaz a személyét érseki rangra emelte, ez azonban a metzi püspökséget nem érintette. 762-ben, betegsége alatt papjai között újfajta imádságot terjesztett el. Chrodegangus latin és germán nyelvű verseket is írt.

## Tanítása
Egyházmegyéjében a római liturgiát vezette be, szemben a később főként Agobard által favorizált gall liturgiával szemben. Nevéhez fűződik az egyházi törvények (kánonok) szerint élők, azaz a kanonokok életközösségének megalapítása. Kanonokjai számára szabályzatot állított össze, a Regula Canonicorumot, ami később Chrodegangus Szabályzata néven vált ismertté. Ebben ima-, asztal- és házközösséget írt elő a kanonokoknak.
A 34 fejezetből álló, és 755 körül összeállított szabályzat a Nursiai Szent Benedek által összeállított bencés regulát, illetve a lateráni kánonokat követte. Nagy sikerre tett szert, és a világi klerikusok között is elterjedt. Később kiegészítették 86 fejezetre, ír szerzetesek pedig a saját maguk által alapított kolostorokba is elterjesztették. Jámbor Lajos a 816. évi aacheni zsinaton általánosan kötelezővé tette a Regula Canonicorumot a káptalanok számára.
Munkásságát Metzi Amalarius folytatta.

## Fordítás
- Ez a szócikk részben vagy egészben  a   Chrodegang de Metz című francia Wikipédia-szócikk ezen változatának fordításán alapul.  Az eredeti cikk szerkesztőit annak laptörténete sorolja fel. Ez a jelzés csupán a megfogalmazás eredetét és a szerzői jogokat jelzi, nem szolgál a cikkben szereplő információk forrásmegjelöléseként.